# 圣博内堡 (多姆山省)
圣博内堡（法語：Saint-Bonnet-le-Bourg，法語發音：[sɛ̃ bɔnɛ lə buʁ]）是法国多姆山省的一个市镇，位于该省东南部，属于昂贝尔区。

## 地理
圣博内堡（45°26'4"N, 3°36'30"E）面积20.04 平方千米，位于法国奥弗涅-罗讷-阿尔卑斯大区多姆山省，该省份为法国中南部省份，北起阿列省接壤，东临卢瓦尔省，南至上盧瓦爾省和康塔爾省，西接科雷兹省和克勒兹省。
与圣博内堡接壤的市镇（或旧市镇、城区）包括：多朗日、法耶-罗奈、诺瓦塞勒、圣博内勒沙斯泰勒、圣日耳曼莱尔姆。

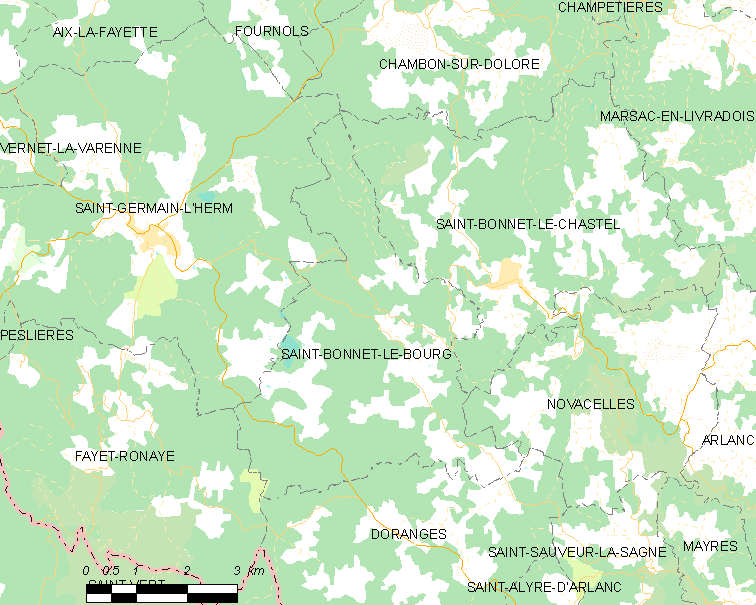
的OSM定位图

圣博内堡的时区为UTC+01:00、UTC+02:00（夏令时）。

## 行政
圣博内堡的邮政编码为63630，INSEE市镇编码为63323。

## 政治
圣博内堡所属的省级选区为利夫拉杜瓦山县。

## 人口

1962-2008年间人口变化图示

圣博内堡于2022年1月1日时的人口数量为180人。